# 班傑明·貝德森
班傑明·貝德森（英語：Benjamin Bederson，1921年11月15日—2023年1月6日）是一名美國物理學家。他曾參與曼哈頓計劃。

## 生平
貝德森畢業於紐約市立學院、哥倫比亞大學和紐約大學。他曾在麻省理工學院工作，並擔任紐約大學的院長。1992年至 1996年間，他是《物理評論》的主編。
1959年，貝德森獲選為美國物理學會會士。
貝德森於2023年1月6日逝世，享年101歲。

## 外部連結
- C-SPAN內的頁面（英文）
- 开放图书馆中班傑明·貝德森的著作
- Benjamin Bederson's Interview (2018) — Voices of the Manhattan Project
- Physics History Network: Benjamin Bederson
- Ben Bederson, The Manhattan Project, 2020 — The National WWII Museum